# Arzberg, Sachsen
Arzberg är en kommun och ort i Landkreis Nordsachsen i förbundslandet Sachsen i Tyskland. Kommunen har cirka 1 800 invånare.
Kommunen ingår i förvaltningsområdet Beilrode tillsammans med kommunen Beilrode.